# Przemków
Przemków (udtale: [ˈpʂɛmkuf]; tysk: Primkenau)  er en by  i  den  nordvestlige  del af  Voivodskabet Nedre Schlesien i det sydvestlige Polen.  Byen  har 5.841(2021) indbyggere og et areal på 		5,64  km².  Den er en del af   powiatet (amt) Polkowice. Byen ligger omkring 19 kilometer vest for Polkowice, og 97 kilometer nordvest for  den regionale hovedstad Wrocław.
Det nærliggende beskyttede område kaldet Przemków Landsskabspark har navn efter byen

## Historie
Byen blev grundlagt i 1280 af hertug Przemko af Ścinawa fra Piast-dynastiet og opkaldt efter ham. Tidligere var det også kendt på polsk som Przemkowo eller Przymkowo.